# OH! HAPPY MORNING
『OH! HAPPY MORNING』（オー! ハッピー・モーニング）は、JFN系列で放送されているラジオ番組。略称、愛称は「ハピモニ」。送出時間は月曜 - 木曜 7:30 - 10:55。

## 概要
2008年9月まで放送されていた、『Open Sesame!』（月曜 - 木曜）と『Applause!〜週末の主役達へ〜』（金曜）の流れをくむジャパンエフエムネットワーク制作の平日朝のワイド番組として2008年10月1日より放送開始。
当初は「子育てする父親」に様々なヒントを届けることを目的としていた。
2010年代になって内容を一部転換。『絶幸朝』（ぜっこうちょう）をキーワードとしてリスナーと一緒に、幸せになるヒントを提案していく内容としている。
7:30 - 9:00までは情報番組としての体裁があり、ニュースやスポーツを中心として音楽を交えながら番組を展開していく。また後述するように自社制作番組を放送する地域が多いことから一部地域のみの放送であり、さらに5分から10分単位でニュースや交通情報などを編成する局に合わせて飛び乗り・飛び降りしやすいように細切れな編成となっている。
9:00 - 10:55はより前述のコンセプトを活かしつつトークやメッセージ、音楽を交えて紹介するトークサロン番組となる。多くのネット局はこの時間帯からの放送であることと、飛び乗り飛び降り局も減ることから細切れ編成を維持しつつも多少フレキシブルなコーナー組み立てとなっている。
2013年1月1日は当番組の特別版として、例年の「歌い初め」に代わって『新春特別番組 OH! Happy New Year レッド スネイク イモン!』を13:00 - 16:45に放送。
また、2014年1月1日にも、『新春特別番組 OH! HAPPY NEW YEAR うまいもんダービー』を13:00 - 16:45に放送した。以降も新春特別番組を井門宗之が受け持つことが多い。
2014年6月20日はワールドカップサッカー中継、ならびに「Smile Mission」放送時間繰り下げのため、9:20の放送開始。
この番組をモチーフとした曲をザ・ラヂオカセッツが描き下ろし、「ハピモニソング(仮)」として紹介されてきたが、2015年7月20日、正式タイトルが『すぐそばに』と決まった。
2016年10月3日より、「7:55のニュース」「JFNラジオショッピング」（休止時のフィラー含む）以外のBGM・ジングル・フィラーBGMのすべてをオールリニューアルした。特に、各時間帯のオープニング／エンディングテーマには、GOOD BYE APRILの1stアルバム『ニューフォークロア』収録曲「宇宙行進」のインストバージョンが使用されている。
2023年9月1日の放送で、29日の放送をもって金曜日の放送を終了することを発表。月曜 - 木曜は継続されるため、15年ぶりに金曜日の放送が分離されることになる。金曜日の後番組は帆世雄一、降幡愛の『THE G.O.A.T.』。

### ニコニコ超会議とのコラボ企画
2020年4月13日 - 15日 と2020年8月10日 - 14日、ネット上で開催されるイベント「ニコニコネット超会議2020」とのコラボ企画「超JFN」の一環として『超OH! HAPPY MORNING』を放送。当日はラジオと同時にニコニコ生放送でもスタジオの様子が生配信される。
2021年4月24日 - 5月1日、ネット上で開催されるイベント「ニコニコネット超会議2021」でもコラボ企画「超JFN」の一環として当番組と、昼の情報番組『デイリーフライヤー』と、『ニコラジパーク』の後継番組として、4月1日から新たに開始された『クリエイターズ・スタジオ with ボカコレ』の上記3番組を定点カメラで生中継。昨年と同様、当日はラジオと同時にニコニコ生放送でもスタジオの様子が生配信された。
2022年から2024年までは、ネット上と幕張メッセで開催の超会議イベントでもコラボ企画「超JFN」の一環としてこれまでと同様に当番組と『デイリーフライヤー』、『Happy Our Party!』、『クリエイターズ・スタジオ with ボカコレ』、『THE G.O.A.T.』（2024年以降）の5番組を定点カメラで生中継。例年と同様、当日はラジオと同時にニコニコ生放送でもスタジオの様子が生配信された。
番組内ではラジオ内のBGMは流れず、ラジオ内で曲が流れている間はスタジオにいるパーソナリティと番組や時節の話題・超会議のTシャツなどについてニコニコ生放送の視聴者とコメントでトークした（7:50頃のローカル枠では、出演者は弾幕コメントを閲覧してトークを行う、など）。

## 出演陣

### パーソナリティーとキャッチコピー
- 月曜・火曜 - 井門宗之[注 4]・森藤恵美[注 5]
  - キャッチコピー：「当たり前の日常にこそ、幸せはつまっている」（「つまっておる」という場合もある）
- 水曜・木曜 - 蒲田健[注 6]・高橋茉奈[注 7]
  - キャッチコピー：「YOUR HAPPY MAKES THE WORLD HAPPY」（あなたの笑顔が世界を幸せにする）

#### ハピモニオールスターズ
当時のパーソナリティーである井門、森藤、蒲田、高橋、小谷大輔の5人がユニット「ハピモニオールスターズ」を結成。2023年4月3日、5人が歌う「OH! HAPPY MORNING」が番組内でお披露目。4月30日には、YouTubeにてMVが公開された。また、9月4日には、AuDeeの音声コンテンツとしても公開された。

#### 新型コロナウイルス感染拡大関連
- 2020年4月7日に新型コロナウイルス感染拡大に伴う緊急事態宣言がスタジオのある東京都に出されたことから対策を講じたものの、スタジオ等施設を共用するTOKYO FM社員の感染が発覚した。4月20日以降、月 - 木については出演者の片方がスタジオ、もう片方が9:00から在宅リモート出演を行っている。そのためスタジオ担当者は7:30から通しで担当した。5月28日を以てリモート対応を終了した。
  - 月曜 - 森藤がスタジオ担当、井門がリモート出演
  - 火曜 - 井門がスタジオ担当、森藤がリモート出演
    - 月・火については入れ替わる場合もあり。また森藤がリモートの際は実母である小野恵子がゲスト出演することもあった。

  - 水曜 - 高橋がスタジオ担当、蒲田がリモート出演
  - 木曜 - 蒲田がスタジオ担当、高橋がリモート出演

過去のパーソナリティー
- 御影倫代（放送開始 - 2010年12月29日、月曜 - 水曜担当）
- 森一丁（放送開始 - 2012年9月28日、木曜・金曜担当・2012年10月3日 - 2013年3月28日、水曜・木曜担当）
  - キャッチコピー：「ラッキーは続かないが、ハッピーは続けられる」
- 藤田友明（放送開始 - 2012年9月28日、木曜・金曜担当）
- 小谷大輔（2012年10月5日 - 2023年9月29日、金曜担当）
  - キャッチコピー：「今日の笑顔が、明日のハッピーの種になる」
- 中込真理子（2012年10月3日 - 2013年3月28日、水曜・木曜担当）
- 井口玲音（2013年4月3日 - 2013年9月26日、水曜・木曜担当）
- 佐々木麻衣（2013年10月2日 - 2015年3月26日、水曜・木曜担当）
- 小林千鶴（2015年4月1日 - 2019年3月28日、水曜・木曜担当）

パーソナリティの変遷
| 期間       | 期間       | 男性       | 男性     | 男性   | 男性       | 女性       | 女性       | 女性       | 女性       |
| 期間       | 期間       | 月曜・火曜 | 水曜     | 木曜   | 金曜       | 月曜・火曜 | 水曜       | 木曜       | 金曜       |
| ---------- | ---------- | ---------- | -------- | ------ | ---------- | ---------- | ---------- | ---------- | ---------- |
| 2008.10.01 | 2010.12.31 | 井門宗之   | 井門宗之 | 森一丁 | 森一丁     | 御影倫代   | 御影倫代   | 藤田友明   | 藤田友明   |
| 2011.01.04 | 2012.09.28 | 井門宗之   | 井門宗之 | 森一丁 | 森一丁     | 森藤恵美   | 森藤恵美   | 藤田友明   | 藤田友明   |
| 2012.10.01 | 2013.03.29 | 井門宗之   | 森一丁   | 森一丁 | 小谷大輔   | 森藤恵美   | 中込真理子 | 中込真理子 | （不在）   |
| 2013.04.01 | 2013.09.27 | 井門宗之   | 蒲田健   | 蒲田健 | 小谷大輔   | 森藤恵美   | 井口玲音   | 井口玲音   | （不在）   |
| 2013.09.30 | 2015.03.27 | 井門宗之   | 蒲田健   | 蒲田健 | 小谷大輔   | 森藤恵美   | 佐々木麻衣 | 佐々木麻衣 | （不在）   |
| 2015.03.30 | 2019.03.29 | 井門宗之   | 蒲田健   | 蒲田健 | 小谷大輔   | 森藤恵美   | 小林千鶴   | 小林千鶴   | （不在）   |
| 2019.04.01 | 2023.09.29 | 井門宗之   | 蒲田健   | 蒲田健 | 小谷大輔   | 森藤恵美   | 高橋茉奈   | 高橋茉奈   | （不在）   |
| 2023.10.02 | 現在       | 井門宗之   | 蒲田健   | 蒲田健 | （別番組） | 森藤恵美   | 高橋茉奈   | 高橋茉奈   | （別番組） |

### OH! HAPPY MORNING WEATHER
いずれもウェザーマップ所属の気象予報士。
年末年始特別編成や臨時に気象情報を伝える必要がある場合などは、同社所属の他の気象予報士が出演することがある。
- 福山佳那（月曜）
- 及川藍（火曜・金曜→火曜）
- 坂口愛美（水曜／2025年5月 - ）[注 10]
- 菊地真以（木曜）

### Today's Focus
9:07頃より10分程度、電話での出演となる。2021年現在では、木曜の吉田以外は日替わり。
- 吉田たかよし（木曜）

### OH! HAPPY STYLE
いずれも準レギュラーであり、電話及びスタジオ出演となる。
- おおたとしまさ（隔週木曜）
- 石谷一成[注 20]（金曜）
- 藤丸由華（金曜）[注 21]

## 番組内容

### 7:30 - 8:55【前半】
- このパートは森藤・高橋が単独で担当[注 23]。
- 天気予報はネット局の地域の天気を伝える。年末年始は臨時ネット局を考慮して全国の天気を伝える。

| タイムテーブル | タイムテーブル                   | タイムテーブル |
| 時刻           | 内容                             | 備考 |
| -------------- | -------------------------------- | --- |
| 7:30           | オープニング                     | |
| 7:32           | 曲・HEADLINE NEWS                | |
| 7:43           | OH! HAPPY MORNING WEATHER        | - ウェザーマップ所属の気象予報士が電話で出演し、このパートをネットしている地域の天気 と天気に関する豆知識を紹介する。 - エフエム山形はスポンサーコーナーとして"Weather Report"へと改題している。 |
| 7:50           | （フィラーBGM）                  | 【ローカル枠】 |
| 7:55           | NEWS                             | - 『この時間のニュース』を伝える 。 - このコーナーのみネットする放送局もある。各局が提供クレジット等の挿入が出来るよう、冒頭30秒はフィラーBGMが流れる。 |
| 8:00           | Filler Frame                     | 必要に応じて放送するノンストップミュージックゾーン。 以下の2局に向けて放送。 - RADIO BERRY - 年始特別編成時。8:08までをネットする。 - この時間帯は、Aライン番組（すべてのJFN加盟局に向けた番組）を放送しているが、3局だけネットしていない。そのうち栃木のRADIO BERRY（8時から10分間のみAライン番組未ネット）が年始3日間を臨時ネットする日に限り、栃木向けに放送。これは『THIS MORNING』時代から続いている。 - interfm - 2021年1月から2022年12月まで、20分間放送していた。年始以外はinterfmのみネット。 - 最初3ヶ月は毎日放送したが、4月以降は金曜のみとなり、それを機にinterfmのステーションジングルが挿入される等した。 主に洋楽（オールディーズ等）を中心に流していくが、スタッフの選曲により趣向を凝らしたメドレー等を流すこともある。 |
| 8:20           | 冒頭ジングル                     | 8時台オープニング |
| 8:21           | OH! HAPPY MORNING WEATHER        | このパートをネットしている地域（青森・秋田）の天気 と全国の天気概況を紹介する。 |
| 8:21           | メッセージ紹介・気になる話題・曲 | 森藤はプロ野球の話題が多い。 高橋は自身の趣味の話や「今月の親ばか通信」と銘打ったペット・子供の話などが多い。 |
| 8:30           | 曲・HEADLINE NEWS                | |
| 8:40           | 曲・SPORTS NEWS                  | [ 注 31 ] |
| 8:52           | 9時台の告知                      | メッセージテーマ（水・木）の紹介など。 |

### 8:55 - 9:00
8:55 - JFNニュース
- ローカルニュースに差し替える地域もある。7:55のニュースとは違い別番組であり、TOKYO FM報道情報センター所属、ないしはフリーのアナウンサーが担当する。

### 9:00 - 10:55【後半】
このパートから井門および蒲田が登場
| タイムテーブル | タイムテーブル                       | タイムテーブル |
| 時刻           | 内容                                 | 備考 |
| -------------- | ------------------------------------ | --- |
| 09:00.03       | 冒頭10秒ジングル                     | 「時報直後CMスポット挿入可能ゾーン」 各局、CM（カウキャッチャー）やステーションジングルに差替える事が出来る。 |
| 09:00.15       | 9時台オープニング                    | - メッセージテーマ紹介（水・木）など |
| 09:06          | HEADLINE NEWS                        | |
| 09:06          | Today's Focus                        | 専門家が時事的話題を解説。水・木は一度曲を挟んだが、2020年秋より挟まなくなった。 |
| 09:20          | Daily Corner                         | - 月曜（隔週） - 『井門宗之の3分リーディング』井門がオススメの本を約3分で紹介、コーナータイトルや内容は変更されることがある - 『カラオケスナック恵美』森藤がテーマに沿ってランキング形式で曲紹介、コーナータイトルや内容は毎回変更される - 火曜 - 『火曜だョ!全員集合』 出演者とスタッフ（時にはリスナーも）が週替わりで各自の思い出の選曲を担当するコーナー。 - 水曜 - 『ガマケン・ロックレジェンド』 蒲田が伝説のロックバンドについて、逸話とオススメの楽曲を紹介するコーナー。 - 木曜 - メッセージ紹介・曲など  |
| 09:26          | メッセージ紹介・曲                   | 【ローカル枠】 |
| 09:31          | メッセージ紹介・曲                   | |
| 09:40          | OH! HAPPY TALK                       | - ミュージシャン・著名人などをスタジオに迎えるゲストトークコーナー。基本的に放送1週間前に収録し、ゲストは月・火と水・木の2日間、金曜は2週連続で出演。 - 2017年4月 - 2018年9月は1週間通しで日本全国の隠れた有名人・名士・仕掛け人に 井門がインタビューを行う内容だった。 - 2020年5月（新型コロナウイルス対策の実施）以後は原則リモート出演となり、ほとんどの日はリスナーからのメッセージ紹介枠となっていた。 - 2024年4月現在は、月・火がリスナーからのメッセージ紹介枠、水・木がゲストトークコーナー となっている。 |
| 09:50          | メッセージ紹介・曲                   | |
| 09:55          | メッセージ紹介・曲                   | 【ローカル枠】 9時台エンディング |
| 10:00.03       | 冒頭ジングル                         | 「時報直後CMスポット挿入可能ゾーン」CMやステーションジングルに差替える事が出来る。 |
| 10:00.40       | メッセージ紹介・曲                   | 10時台オープニング |
| 10:10          | メッセージ紹介・曲                   | 隔週木曜のみ、育児・教育ジャーナリストのおおたとしまさによる教育・育児トーク。 |
| 10:20          | ジャパネットたかたラジオショッピング | 2024年1月開始。 |
| 10:30          | （月・火・木）メッセージ紹介・曲     | |
| 10:30          | （水）ガマケン・スポーツコラム       | 蒲田が気になるスポーツの話題やアスリートについてトークする。 |
| 10:40          | メッセージ紹介・曲                   | 水・木は「誕生日・記念日メッセージ」を紹介。その際、モノマネのリクエストにも応える。 |
| 10:45          | メッセージ紹介・曲                   | この時間が「ラストナンバー」 |
| 10:50          | エンディング                         | - 8時台、9時台のエンディングと区別する為、10時台のエンディングを「グランドエンディング」と呼ぶ事がある - 最後は「それでは（どうか）（今日も）（皆さん）」「ハッピーな一日（週末）を!」 と締める。 |

この他、年末年始や夏休みなどにリスナー逆電企画『もしもしテレフォン』（通称『もしテレ』）が実施される。メッセージ紹介などの時間に実施するが一部のコーナーを休止する場合もある（主に「OH! HAPPY TALK」「OH! HAPPY STYLE」）。

### 放送終了したコーナー
- 09:06頃
  - 金曜 - 教えて!SDGs
- 09:20頃
  - 火曜 - 『火サス』　「火曜は流石」の略。出演者とスタッフ（時にはリスナーも）が週替わりで各自の思い出の選曲を担当する。使用曲は『火曜サスペンス劇場』のメインテーマ。
  - 火曜 - 『火曜の歌謡曲』
- 09:31頃
  - 火曜[注 41] - 『井門宗之のナイトシーン』井門が気持ち悪い台詞で曲紹介するコーナー。使用曲は、シャカタクの「Night Birds（ナイト・バーズ）」。HAPPY MARCHE開始のため終了した。
  - 金曜 - 『今週のコレが気になる探検隊 』藤岡弘、探検隊をイメージしたコーナー。使用曲はRhythmHeritageの「ThemefromS.W.A.T（反逆のテーマ）」（突撃狙撃隊S.W.A.T）。2012年10月から。
- 09:34 - HAPPY MARCHE（火曜）
  - JFNラジオショッピングと同一趣旨で、健康食品を紹介する。一部局へ向けて時差ネット。2020年7月末で終了。

- 10:10 JFNラジオショッピング、JFNブランニューヒッツ（2024年3月まで放送）
  - JFNラジオショッピング：2012年12月までは『FMラジオショッピング』（総通）、2013年1月から2014年12月までは『はぴねすくらぶ ラジオショッピング』（全曜日共通で井門が担当）として放送。以後、インフォマーシャルのような形態で放送。各ネット局毎の放送となるため、同日の放送でも局により内容が異なることがある。出演陣が登場する場合もあるが、担当曜日と合致するわけではない。
  - ブランニューヒッツ：通販コーナーが無い日に放送。かつて中田美香や藤本えみりによって放送された『BLAND NEW HITS!』とは異なる。
  - 休止時：これまでの踏襲で休止の場合（祝日や年末年始）、JFNCより送出されるフィラー曲（東京スカパラダイスオーケストラ「STORM RIDER(Takkyu Ishino Remix)」）を放送。

ラジオショッピングもブランニューヒッツもなく、かつ祝日でもない場合パーソナリティの曲紹介付きで別の曲を掛けることがあった。これも「FM Radio Shopping」時代の踏襲であったが、のちにスカパラのフィラー曲に統一されている。
2023年以降、祝日でラジオショッピングが無い日に別コーナーを行うこともある[注 43]。
このパートのみをネットする局に関しては、休止時の対応は局ごとに異なる。自社ワイド内包型の場合は前後のコーナーの拡大、独立編成型の場合は自社のヘヴィー・ローテーションなどである。
- 10:20 - OH! HAPPY STYLE（2024年3月まで放送）
  - 国内から世界の情報、お役立ち情報やワンランク上のハッピーなライフスタイルを提案し、紹介していく。
  - 月曜 - 『モテパパ・アカデミー』（2015年7月-）モテパパになりたいお父さんリスナーやモテパパになってほしいお母さんリスナーに情報を届ける。また、毎月最終月曜日は『ハピモニ母子手帳』[15] と題し、助産師の浅井貴子が出産・育児・子育てのアドバイスを行っていた（2013年6月-2015年6月）。
  - 水曜 - 全国のコミュニティ放送・臨時災害放送局と回線をつないで地元の情報を伝えてもらう。
  - 隔週木曜 - 育児・教育ジャーナリストのおおたとしまさが、教育と育児についてトークする。『ツアー・オブ・ジャパン』のOA期間は、同内容はこの後のメッセージ紹介のコーナーでOAされていた。OH! HAPPY STYLEのコーナー自体が2024年3月を以て終了したのに伴い、同年4月4日放送分以降は、隔週木曜10:10頃のメッセージ紹介枠に移動した。
  - 2023年9月まで、金曜日のうち石谷一成が出演する日に限り、コーナー前のパートで石谷がファンであるGacharic Spinの楽曲を放送するお約束があった。
- 10:30頃
  - 『5 Minutes English』2013年3月まで放送。日常生活ですぐに役立つ英会話表現を紹介。木曜日は「シネマ de ENGLISH」と題して、洋画や海外ドラマで使われた表現や台詞を取り上げる。金曜日はERICAがその週に紹介した表現の中から、気になったフレーズをおさらいをする。
  - かつて放送開始から2010年9月まで『OH! HAPPY WORLD』というコーナーがあり、日本各地から海外のスポットを紹介（毎週木曜日はご当地検定の問題も出題）していた。その後『OH! HAPPY STYLE』に統合された。

## ネット局
送出時間は月曜 - 木曜 7:30 - 10:55だが、枠そのものをフルネットしていても途中別番組を内包していたり、ネット局によっては一部曜日の未放送や放送時間が差異がある。

### ネット局の補足
ネット局及び放送時間は基本的に前番組である『Open Sesame!』（月曜 - 木曜）及び『Applause!〜週末の主役達へ〜』（金曜）のものを引き継いでいるが、これらの番組をネットしていたRADIO BERRYはこの番組をネットせず自社制作を放送している。このほか栃木以外の関東地方では2020年12月31日まで、および2024年4月1日以降は未放送となっている。なお、RADIO BERRYも2021年4月より月曜から木曜に限り放送を開始した。また、近畿地方で唯一ネットしていたKiss FM KOBE も2010年9月でネットを打ち切ったため、近畿地方も未放送。
一部の祝日や年末年始に関しては局により自社制作番組を休止しての特番編成や、本番組の臨時ネットのほか、通常のネット局でも放送時間を拡大することがある（後述）。

### 現在のネット局
以下の情報は2025年6月現在。なお、8:00 - 8:20はAライン相当ネット枠のため、当番組としては休止の時間帯となる。但し、RADIO BERRY（年末年始のみ）のみJFNCから送出される「Filler Frame」を放送する。
「快適生活ラジオショッピング」は年末年始は休止されるほか、一時的に未放送となる時期があり、その際は原則当番組の未放送ブロックが流れる。なおジャパネットたかたラジオショッピングのみネットする局がある。
以下は備考欄の凡例。
【飛び降りコメントについて】

途中飛び降りの地域では別途アナウンスを挿入する地域があり、以下のパターンにパーソナリティによる「OH! HAPPY MORNING、楽しんでいただけましたか? ・・・（中略）・・・今日もハッピーな一日を!」という旨の飛び降りアナウンスを載せる。ただし、7時台のみを放送する3局のうち宮崎・鹿児島ではアナウンスは存在しない。
- ◎ - 進行中の曲をフェードアウトさせて、JFNCから飛び降り局向けに裏送りで送出する形で、番組エンディングテーマ[注 49] を改めて流して載せる局。
- ○ - 通常の飛び降りパターンとして進行中の曲に乗せている局。
- ● - 番組エンディングテーマでも進行中の曲でもなく、別の曲に乗せて飛び降りアナウンスを行っている局。
- △ - 進行中の曲をフェードアウトさせて、無音のままアナウンスのみを流す局。
- × - アナウンスを入れずに次コーナーや番組に接続する局。

【ネット状況について】（ローカル枠・9時台エンディング差し替え・年末年始の臨時ネット）
- L1 - 9:26 - 9:31のローカル枠での自社差し替えを行使せず、JFNCからの内容をそのまま放送する地域。
- L2 - 9:55 - 10:00の9時台エンディングに設けられているローカル枠での自社差し替えを行使せず、JFNCからの内容をそのまま放送する地域。
- F - 年末年始にフルネットを行う局。

全て平日の放送で、放送時間の早い順から記載。全局、「radiko」・「radiko.jpプレミアム」・「ニコニコ生放送」（前述）聴取・視聴可能。
- ニコニコ生放送は4月下旬のみ1週間限定で本番組のスタジオから7:30 - 10:55にわたって全編配信。上記ローカル差し替えのうち同配信サービスではL1・L2が適用される。

いずれの放送局も、ミニ番組、シリーズ番組などの編成によっては飛び乗り、飛び降り、開始、終了時間は変動する。
特段の指示のないものは4曜日共通。また、2023年9月以前までの情報は金曜日を含む。
| 放送対象地域   | 放送局名                                     | 放送時間                                                       | ローカル枠 | 備考               |
| -------------- | -------------------------------------------- | -------------------------------------------------------------- | --- | ------------------ |
| 宮崎県         | エフエム宮崎（JOY FM）                       | 7:30 - 7:50                                                    | | [ 注 50 ]          |
| 鹿児島県       | エフエム鹿児島（μFM）                        | 7:30 - 7:50                                                    | | F                  |
| 広島県         | 広島エフエム放送（HFM）                      | 7:30 - 8:00                                                    | 7:30 - 7:32：交通情報 7:51 - 7:53：HFM POWERPLAY | ○ F                |
| 愛媛県         | エフエム愛媛                                 | 7:30 - 8:00                                                    | - | △ F                |
| 秋田県         | エフエム秋田（AFM）                          | 7:30 - 10:55                                                   | 7:50 - 7:55 月曜：ぐっとらっくん 火曜 - 木曜：Check! It 8:55 - 9:00：AFMさきがけニュース | L1 L2              |
| 山形県         | エフエム山形（Rhythm Station）               | 7:30 - 10:55                                                   | （他局のようにシフト制ではなく専属アナウンサーが担当） 7:50 - 7:55：Traffic Information 7:55 - 8:00：FM山形ニュース 8:20 - 8:25：Traffic Information 8:25 - 8:30：Weather Report 8:30 - 8:33：山形シティ・ナヴィゲーション 8:33 - 8:40：Morning Instruction～今朝の心得～、 朝のニュース&トピックス 8:55 - 9:00：FM山形ニュース 10:20 - 10:30 : COSMO みらいかぜ（月曜）             | L1 L2              |
| 石川県         | エフエム石川（HELLO FIVE）                   | 7:30 - 10:55                                                   | 7:50 - 7:55：ウェザーインフォメーション 7:55 - 8:00：FM石川ニュース 8:19 - 8:25：快適生活ラジオショッピング 8:25 - 8:30：トラベル・インフォメーション 8:52 - 8:55：トラフィック・インフォメーション 8:55 - 9:00：FM石川ニュース 9:26 - 9:31：ウェザー&インフォメーション 9:49 - 9:55：快適生活ラジオショッピング 9:55 - 10:00 月曜：Yes!県民共済 火曜 - 木曜：HELLO FIVE MUSIC NEXUS |                    |
| 青森県         | エフエム青森（AFB）                          | 7:30 - 10:50                                                   | 8:55 - 9:00：快適生活ラジオショッピング 9:25 - 9:31：快適生活ラジオショッピング 10:10 - 10:15：JFNラジオショッピング 10:20 - 10:30 COSMO みらいかぜ（月曜） OH! HAPPY LIFE ~Dr.小野の“ぴんぴんキラリ”健康レッスン~（水曜） | × L1 L2            |
| 富山県         | 富山エフエム放送（FMとやま）                 | 9:00 - 10:55                                                   | 9:25 - 9:31：快適生活ラジオショッピング | L2                 |
| 島根県・鳥取県 | エフエム山陰（V-air）                        | 9:00 - 10:55                                                   | 9:40 - 9:55 火曜：今旬!インフォメーション 水曜・木曜：ときめきショッピング | L1 L2              |
| 岩手県         | エフエム岩手（FM IWATE）                     | 月曜 ・ 火曜 9:00 - 10:55 水曜・木曜 9:00 - 10:45              | 9:55 - 10:00：FM岩手ニュース | ×（水・木） L1     |
| 香川県         | エフエム香川（FM香川）                       | 9:00 - 10:55                                                   | | L1 L2              |
| 三重県         | 三重エフエム放送 （レディオキューブ FM三重） | 9:00 - 10:55                                                   | 9:26 - 9:30：レディオキューブ トラフィック | L2                 |
| 徳島県         | エフエム徳島（FM TOKUSHIMA）                 | 9:30 - 10:55                                                   | | F                  |
| 岐阜県         | エフエム岐阜（FM GIFU）                      | 10:00 - 10:55                                                  | |                    |
| 長崎県         | エフエム長崎（FM Nagasaki）                  | 10:00 - 10:55                                                  | | [ 注 78 ]          |
| 大分県         | エフエム大分（Air-Radio FM88）               | 10:00 - 10:49                                                  | | ×                  |
| 福島県         | エフエム福島（ふくしまFM）                   | 10:00 - 10:54                                                  | 10:20 - 10:30 COSMO みらいかぜ（月曜） | [ 注 79 ]          |
| 栃木県         | エフエム栃木（RADIO BERRY）                  | 9:00 - 10:49                                                   | | F                  |
| 長野県         | 長野エフエム放送（FM長野）                   | 10:00 - 10:49                                                  | 10:40 - 10:43：インフォマーシャル | ◎                  |
| 岡山県         | 岡山エフエム放送（FM OKAYAMA）               | 月曜・水曜 10:00 - 10:45 火曜 10:00 - 10:30 木曜 10:00 - 10:54 | | 月・水：× 火：〇 F |

### 7:55 - 8:00のニュースを部分ネット
| 放送対象地域 | 放送局名                     | 『内包先番組名』 「コーナー名」                     | 備考 |
| ------------ | ---------------------------- | --------------------------------------------------- | --- |
| 宮城県       | エフエム仙台（Date fm）      | 『Morning Brush』 「Date fm NEWS」                  | |
| 山口県       | エフエム山口（FMY）          | 『FMY DayColors』 「JFN NEWS ハイライト」           | 通常時非ネット。2022年末 - 2023年始を除きF であった。 2018年4月 - 2020年3月は「セブン-イレブン ミラクルショーケース」放送のため 木曜のみ未ネットとしていた。 |
| 徳島県       | エフエム徳島（FM TOKUSHIMA） | 『TOKUSHIMA MORNING LIVE Compass』 「全国ニュース」 | 2021年3月までの祝日は、『Touch Up Tokushima』を休止して 当番組の7時台を臨時でネットしていた。 このため、『Compass』を挟む形のネットで事実上2部構成となっていた。 同年4月に『Compass』が枠拡大したが、 祝日に関しては前例を踏襲しており『Compass』のまま7時台は当番組をネット受け。 『Compass』は第2部のみの放送としている。 |

### 年末年始のみ放送する局
| 放送対象地域 | 放送局名               | 放送時間     | 放送期間              | 備考 |
| ------------ | ---------------------- | ------------ | --------------------- | --- |
| 高知県       | エフエム高知（Hi-Six） | 7:30 - 10:55 | 概ね12月29日 - 1月3日 | 『Hi-Six Shake!Shake!Shake!』休止のため。 ただし一部収録番組は休まず中断して放送。 2008年10月 - 2019年3月は7:30 - 7:49のみネット。 |

### 放送を打ち切った局
| 放送対象地域 | 放送局名                         | 末期放送時間                              | 放送期間                                     | 備考 |
| ------------ | -------------------------------- | ----------------------------------------- | -------------------------------------------- | --- |
| 宮城県       | エフエム仙台（Date fm）          | 平日 7:30 - 7:54                          | 2011年7月 - 2016年3月                        | 自社制作『Morning Junction Wonder J』（月曜 - 木曜）と 『PUMP UP FRIDAY』（金曜）の終了に伴い2011年7月放送開始。 自社制作『Crescendo』の拡大に伴い2016年3月で終了し、 代替に4月から前述の部分ネットを開始。 |
| 兵庫県       | 兵庫エフエム放送（Kiss FM KOBE） | 月曜 - 木曜 7:30 - 11:30 金曜 7:30 - 8:25 | 2009年8月 - 2010年3月                        | 自社制作『BRANDNEW KOBE』の放送時間大幅縮小に伴い 2009年8月放送開始。 なお、番組の差し替え頻度は他局に比べ多かった。 自社制作『4 SEASONS』放送開始に伴い2010年3月で打ち切り。 |
| 新潟県       | エフエムラジオ新潟（FM-NIIGATA） | 月曜 - 木曜 9:00 - 10:45                  | 2008年10月 - 2009年12月                      | 昼ワイドで放送された『Gottcha!!』の枠移動に伴い 2009年12月で打ち切り。 |
| 福井県       | 福井エフエム放送（FM FUKUI）     | 月曜 - 木曜 10:00 - 10:50                 | 2008年10月 - 2009年3月 2011年4月 - 2015年3月 | 2009年3月に自社制作『Life Is』の放送開始に伴い打ち切り。 2011年4月に同番組の縮小に伴い10時台のネット再開したが、 2015年3月に再拡大に伴い再び打ち切り。 |
| [ 注 90 ]    | interfm                          | 月曜 - 木曜 9:00 - 10:44                  | 2021年1月 - 2024年3月                        | 2021年1月1日より放送開始。 放送開始 - 2021年3月31日までは、月曜 - 木曜 7:30 - 10:44に放送していたが、同年4月1日から『MUSIClock（現：MUSIClock with THE FIRST TIMES）』の放送開始に伴い、金曜以外の7・8時台の放送を打ち切り、9:00 - 10:44に短縮。また、金曜分は2022年3月末の『ビバ! 菊田あや子のエンド・オブ・ライフ』（10:22 - 10:33）、『InterFM897 Hotpicks Playlist』（10:33 - 10:44）の終了から『企業の遺伝子』（10:22 - 10:38）の枠移動と『My Style,Camp Life〜自分と向き合うくらし〜』（10:38 - 10:44）のネット開始までの代替編成扱いで4月1日から4月22日まで臨時に10:44まで拡大して放送された。金曜の放送は2022年12月30日で打ち切り。 自社制作『Find Your Music!』放送開始に伴い2024年3月で打ち切り。 |
| 佐賀県       | エフエム佐賀（FMS）              | 月曜 - 木曜 10:00 - 10:43                 | 2008年10月 - 2025年5月                       | 『MUSIC ASSORT』の開始に伴い打ち切り。 |